# غراهام بومان
غراهام بومان (بالإنجليزية: Graham Bowman)‏ هو لاعب كرة قدم بريطاني، ولد في 2 يناير 1993 في فلكرك في المملكة المتحدة. لعب مع نادي فالكيرك.

## وصلات خارجية
- غراهام بومان على موقع قاعدة بيانات كرة القدم.إي يو (الإنجليزية)
- غراهام بومان على موقع Soccerway.com (الإنجليزية)